# Kanoistika na Letních olympijských hrách 1984
Kanoistika na Letních olympijských hrách 1984 probíhala na hladině přehradní nádrže Casitas v Los Padres National Forest v okrese Ventura severozápadně od Los Angeles.

## Medailisté

### Muži
| Kategorie | Zlato                                                                              | Stříbro                                                                              | Bronz                                                                                    |
| --------- | ---------------------------------------------------------------------------------- | ------------------------------------------------------------------------------------ | ---------------------------------------------------------------------------------------- |
| C1 500 m  | Larry Cain · Kanada (CAN)                                                          | Henning Lynge Jakobsen · Dánsko (DEN)                                                | Costicǎ Olaru · Rumunsko (ROU)                                                           |
| C1 1000 m | Ulrich Eicke · Západní Německo (FRG)                                               | Larry Cain · Kanada (CAN)                                                            | Henning Lynge Jakobsen · Dánsko (DEN)                                                    |
| C2 500 m  | Jugoslávie (YUG) · Matija Ljubek · Mirko Nišović                                   | Rumunsko (ROU) · Ivan Patzaichin · Toma Simionov                                     | Španělsko (ESP) · Enrique Míguez · Narcisco Suárez                                       |
| C2 1000 m | Rumunsko (ROU) · Ivan Patzaichin · Toma Simionov                                   | Jugoslávie (YUG) · Matija Ljubek · Mirko Nišović                                     | Francie (FRA) · Didier Hoyer · Eric Renaud                                               |
| K1 500 m  | Ian Ferguson · Nový Zéland (NZL)                                                   | Lars-Erik Moberg · Švédsko (SWE)                                                     | Bernard Brégeon · Francie (FRA)                                                          |
| K1 1000 m | Alan Thompson · Nový Zéland (NZL)                                                  | Milan Janić · Jugoslávie (YUG)                                                       | Greg Barton · Spojené státy americké (USA)                                               |
| K2 500 m  | Nový Zéland (NZL) · Ian Ferguson · Paul MacDonald                                  | Švédsko (SWE) · Per-Inge Bengtsson · Lars-Erik Moberg                                | Kanada (CAN) · Hugh Fisher · Alwyn Morris                                                |
| K2 1000 m | Kanada (CAN) · Hugh Fisher · Alwyn Morris                                          | Francie (FRA) · Bernard Brégeon · Patrick Lefoulon                                   | Austrálie (AUS) · Barry Kelly · Grant Kenny                                              |
| K4 1000 m | Nový Zéland (NZL) · Grant Bramwell · Ian Ferguson · Paul MacDonald · Alan Thompson | Švédsko (SWE) · Per-Inge Bengtsson · Tommy Karls · Lars-Erik Moberg · Thomas Ohlsson | Francie (FRA) · François Barouh · Philippe Boccara · Pascal Boucherit · Didier Vavasseur |

### Ženy
| Kategorie | Zlato                                                                                  | Stříbro                                                                           | Bronz                                                                          |
| --------- | -------------------------------------------------------------------------------------- | --------------------------------------------------------------------------------- | ------------------------------------------------------------------------------ |
| K1 500 m  | Agneta Anderssonová · Švédsko (SWE)                                                    | Barbara Schüttpelz · Západní Německo (FRG)                                        | Annemiek Derckx · Nizozemsko (NED)                                             |
| K2 500 m  | Švédsko (SWE) · Agneta Anderssonová · Anna Olsson                                      | Kanada (CAN) · Alexandra Barre · Susan Holloway                                   | Západní Německo (FRG) · Josefa Idem · Barbara Schuttpelz                       |
| K4 500 m  | Rumunsko (ROU) · Agafia Constantin · Nastasia Ionescu · Tecla Marinescu · Maria Ştefan | Švédsko (SWE) · Agneta Anderssonová · Anna Olsson · Eva Karlsson · Susanne Wiberg | Kanada (CAN) · Alexandra Barre · Lucie Guay · Susan Holloway · Barbara Olmsted |

## Přehled medailí
| Pořadí | Země                         | Zlato | Stříbro | Bronz | Celkově |
| ------ | ---------------------------- | ----- | ------- | ----- | ------- |
| 1.     | Nový Zéland (NZL)            | 4     | 0       | 0     | 4       |
| 2.     | Švédsko (SWE)                | 2     | 4       | 0     | 6       |
| 3.     | Kanada (CAN)                 | 2     | 2       | 2     | 6       |
| 4.     | Rumunsko (ROU)               | 2     | 1       | 1     | 4       |
| 5.     | Jugoslávie (YUG)             | 1     | 2       | 0     | 3       |
| 6.     | Západní Německo (FRG)        | 1     | 1       | 1     | 3       |
| 7.     | Francie (FRA)                | 0     | 1       | 3     | 4       |
| 8.     | Dánsko (DEN)                 | 0     | 1       | 1     | 2       |
| 9.     | Austrálie (AUS)              | 0     | 0       | 1     | 1       |
| 9.     | Španělsko (ESP)              | 0     | 0       | 1     | 1       |
| 9.     | Nizozemsko (NED)             | 0     | 0       | 1     | 1       |
| 9.     | Spojené státy americké (USA) | 0     | 0       | 1     | 1       |
| Celkem | Celkem                       | 12    | 12      | 12    | 36      |